# Генріке Кадзідрога
Генріке Кадзідрога (нім. Henrike Kadzidroga; нар. 31 травня 1971) — колишня німецька тенісистка.
Найвищу одиночну позицію світового рейтингу — 230 місце досягла 17 вересня 1990, парну — 212 місце — 15 липня 1991 року.
Здобула 2 парні титули.

## Фінали ITF
| турніри $25,000 |
| турніри $10,000 |

### Одиночний розряд (0–1)
| Результат | Ранг | Дата          | Турнір                           | Покриття | Суперниця         | Рахунок       |
| --------- | ---- | ------------- | -------------------------------- | -------- | ----------------- | ------------- |
| Поразка   | 1.   | 8 серпня 1988 | ITF Дармштадт, Західна Німеччина | Ґрунт    | Вера-Каріна Елтер | 6–4, 2–6, 5–7 |

### Парний розряд (2–5)
| Результат | Ранг | Дата            | Турнір                            | Покриття | Партнерка            | Суперниці                     | Рахунок       |
| --------- | ---- | --------------- | --------------------------------- | -------- | -------------------- | ----------------------------- | ------------- |
| Перемога  | 1.   | 27 червня 1988  | ITF Ноймюнстер, Західна Німеччина | Ґрунт    | Антонія Хомоля       | Петра Лангрова Гана Фукаркова | 6–1, 6–2      |
| Поразка   | 1.   | 18 липня 1988   | ITF Реда, Західна Німеччина       | Ґрунт    | Клодін Толеафоа      | Alice Danila Габріела Діну    | 6–1, 2–6, 6–7 |
| Поразка   | 2.   | 24 липня 1989   | ITF Кіцбюель, Австрія             | Ґрунт    | Наталі ван Дірендонк | Река Сіксаї Їтка Дубцова      | 2–6, 4–6      |
| Поразка   | 3.   | 3 червня 1991   | ITF Мондорф, Люксембург           | Ґрунт    | Дениса Крайчовичова  | Радка Бобкова Ана Сегура      | 1–6, 4–6      |
| Поразка   | 4.   | 1 липня 1991    | ITF Штутгарт, Німеччина           | Ґрунт    | Патрісія Міллер      | Ліса Сіманн Гайді Шпрунґ      | 6–7, 1–6      |
| Перемога  | 2.   | 17 серпня 1992  | ITF Кайзерслаутерн, Німеччина     | Ґрунт    | Ева-Марія Шюргофф    | Заскія Цінк Віраг Чурго       | 2–6, 7–5, 6–3 |
| Поразка   | 5.   | 14 вересня 1992 | ITF Хайфа, Ізраїль                | Тверде   | Клаудія Тімм         | Яел Сегал Ванесса Маттіс      | 7–5, 0–6, 2–6 |